# Tabeyo.jp
Tabeyo.jp（食べよ.jp）とは、飲食店の情報、口コミ情報を集めたウェブサイトである。

## 概要
食事に関する基本情報、口コミ情報、店内画像、メニュー等の検索サイト。
閲覧者は無料で検索・閲覧することができる。飲食店情報を扱うポータルサイトとして2004年に試行サービスが開始。他のグルメサイトと大きく異なるのは、掲載料を掲載店から徴収しないこと。掲載店舗数は約11万店。グルメサイトとしては、日本最大級の掲載数である。掲載形式は、店舗の住所、電話番号、営業時間等の基本情報とインターネット上の口コミや店内写真を情報として組み合わせ、閲覧者の店舗選択を補助する仕組みを多数導入している。